# ديفيد كروس (لاعب كرة قدم بريطاني)
ديفيد كروس (بالإنجليزية: David Cross)‏ (7 سبتمبر 1982 في المملكة المتحدة - ) هو لاعب كرة قدم بريطاني في مركز الهجوم. لعب مع نوتس كاونتي.

## وصلات خارجية
- ديفيد كروس على موقع قاعدة بيانات كرة القدم.إي يو (الإنجليزية)
- ديفيد كروس على موقع Soccerbase.com (لاعب) (الإنجليزية)